# Gnarls Barkley
Gnarls Barkley er en duo bestående af DJ, musiker og producer Danger Mouse, fra New York og rapper Cee-Lo Green fra Atlanta. 
Deres første hit "Crazy" blev den mest sælgende single i 2006 i Storbritannien.
Gnarls Barkley er opkaldt efter basketballspilleren Charles Barkley, og består af dj'en og produceren Danger Mouse og rapperen og soulcrooneren Cee-Lo.
Danger Mouse er bedst kendt som manden, der uden at cleare med rettighedshaverne, miksede Jay-Z's vokaler fra 'The Black Album' med musikken fra The Beatles 'The White Album' og med det kreerede bootleg-klassikeren 'The Grey Album' (2004). Et album, der blev skamrost og fik mærkatet mesterværk klistret på sig, og på ny bragte diskussionen om brug af samples og "stjålet musik" op i medierne verden over.
På trods af at Danger Mouse kom på pladeselskabernes sorte liste har han dog endt som sejrsherren i det lange løb. Efterfølgende har han med stor succes stået bag Gorillaz-albummet 'Demon Days' (2005) og Dangerdoom-albummet 'The Mouse and the Mask' sammen med undergrundshelten MF Doom.
Rapperen og sangeren Cee-Lo (Green) er oprindelig frontfigur i Atlanta-hiphopgruppen Goodie Mob, der i sidste halvdel af 90'erne førte sig frem – bl.a. i selskab med Outkast – med et par rigtig stærke albums.
I 2002 gik Cee-Lo solo og har udgivet to albums til dato. Senest 'Cee-Lo Green… is the Soul Machine' i 2004.
I 2005 gik de to kunstnere sammen i projektet Gnarls Barkley. Første single 'Crazy' blev et giganthit, og gik som det første nummer nogensinde ind som nummer 1 på den engelske hitliste alene på grund af download-sang.
Deres første album St. Elsewhere blev udgivet af Warner Music Group den 24. april 2006 i Storbritannien og den 9. maj i USA af Atlantic/Downtown records. Deres andet album som kom i 2008 hedder The Odd Couple

## Diskografi

### Albums
- 2006: St. Elsewhere
- 2008: The Odd Couple